# Rissole

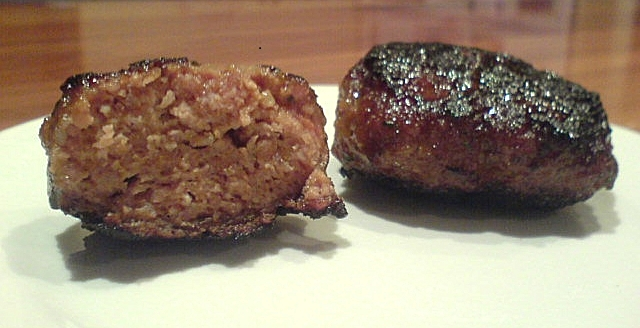
Dos rissoles en un plato.

Un rissole (del francés rissoler, "freír"; del latín russeolus, ‘rojizo’) es una croqueta pequeña originada en la gastronomía francesa, cubierta con masa quebrada o pan rallado y habitualmente frita o hecha al horno. Se rellena con ingredientes dulces o salados, siendo los más populares la carne o el pescado picados. Se sirve como entrante, postre o acompañamiento.

## Variantes
En Francia, las rissoles existen en diferentes versiones, y la masa usada puede ser de hojaldre, quebrada o quebrada con empanizado si se fríen. Pueden  estar rellenas de diferentes tipos de estofados de carne, pescado o de una mezcla de puré de patatas y quesos como en la región de Auvernia.
En Saboya las rissoles se hacen dulce y son un postre. Suelen rellenarse de mermelada de peras y se hornean.
En el norte de Francia, la rissole más tradicional es la rissole de Coucy, cuya receta se remonta a la Edad Media. El relleno es de carne o pescado y existen en versiones horneadas o fritas.
En Portugal, los rissóis suelen rellenarse con bacalao (rissóis de bacalhau), carne picada, gamba (rissóis de camarão) o, menos frecuentemente, de pollo (rissóis de frango) o con una combinación de queso y jamón.
En Australia el rissole suele hacerse de carne picada sin la cobertura de masa, pero a veces con pan rallado. En Nueva Zelanda es muy parecido, pero puede contener cebolla amarilla en dados y hacerse a la barbacoa como opción más sana durante el verano.
Los rissoles también son populares en Brasil, donde se conocen más como risoles. Suelen rellenarse con maíz dulce, queso o pollo.
El rissole es un aperitivo popular en Indonesia, donde también se llaman risoles. Suelen rellenarse con fideos vermicelli y comerse con salsa de soja indonesia (kecap), salsa de guindilla o guindilla tailandesa.
El rissole también es un aperitivo frito popular en el sur de Irlanda, especialmente en el condado de Wexford, donde se elaboran con patata cocida y machacada, hierbas y especias locales, rebozada o con pan rallado. Se sirve con patatas fritas, pollo o salchichas rebozadas. También puede encontrarse en chip shops del sur de Gales y del noreste de Inglaterra, donde el rissole con chips es una comida común. Estos rissoles suelen ser de carne (típicamente corned beef) mezclada con patata, hierbas y a veces cebolla. Suelen tener aproximadamente el mismo tamaño y forma que un huevo a la escocesa. Se cubren con pan rallado o menos frecuentemente con rebozado, y se fríen.